# 8e corps d'armée (Ukraine)
Pour les articles homonymes, voir 8e corps d'armée.
Le 8e corps d'armée (en ukrainien : 8-й армійський корпус, abrégé en 8 АК ; numéro d'unité militaire А1494) est une structure militaire de l'Armée de terre ukrainienne créée en 1993 et dissoute en 2015.

## Historique
Le corps était basé à Jytomyr et formé sur la base de la 8e armée de chars (ru) soviétique.

## Commandants
- 1993 - 1997 : Oleh Romanenko
- 1997 - 2000 : Viatcheslav Zabolotny
- 2000 - 2002 : Hryhoriy Pedtchenko.
- 2002 - 2004 : Anatoliy Pouchniakov.
- 2004 - 2010 : Serhiy Ostrovsky.
- 2010 - 2012 : Viktor Moujenko.
- 2012 - 2015 : Petro Lytvyn